# Dexter
Dexter je američka kriminalistička dramska televizijska serija koja se izvorno emitirala na kabelskoj mreži Showtime od 1. listopada 2006. do 22. rujna 2013. Radnja je smještena u Miami i prati Dextera Morgana (Michael C. Hall), forenzičkog stručnjaka specijaliziranog za analizu krvnih mrlja pri izmišljenom Odjelu policije Miami Metro. Iako naizgled vodi običan život, Dexter skriva mračnu tajnu, serijski je ubojica koji ubija zločince koji su izbjegli zasluženu kaznu zbog korupcije ili rupa u pravosudnom sustavu.
Prva sezona temelji se na romanu Darkly Dreaming Dexter (2004.), prvom iz serijala knjiga Jeffa Lindsayja. Seriju je za televiziju adaptirao James Manos Jr., koji je napisao i prvu epizodu.
Tijekom emitiranja serija je uglavnom dobivala pozitivne kritike te osvojila više nagrada, uključujući dva Zlatna globusa, koje su dobili Michael C. Hall (Dexter Morgan) i John Lithgow (Arthur Mitchell). Završna epizoda četvrte sezone, prikazana 13. prosinca 2009., privukla je rekordnih 2,6 milijuna gledatelja, što je tada bio najbolji rezultat za neku originalnu Showtimeovu seriju. Premijera osme sezone zabilježila je više od 3 milijuna gledatelja, dok je finale serije privuklo 2,8 milijuna, što je tada bio najgledaniji sadržaj u povijesti mreže.
Serija je kasnije proširena dodatnim projektima. Dexter: Nova krv, nastavak izvorne serije, emitirala se od studenoga 2021. do siječnja 2022., a Hall se vratio u naslovnoj ulozi uz showrunnera Clydea Phillipsa. Slijedi nastavak Dexter: Uskrsnuće, koji je premijerno prikazan u srpnju 2025. godine. U prosincu 2024. debitirala je i Dexter: Prvi grijeh, prednastavak u kojem Dextera glumi Patrick Gibson. Najavljen je i spin-off Trinity Killer, također smješten u prošlost radnje.

## Radnja serije
Ostavši siroče nakon brutalnog ubojstva majke u dobi od tri godine, Dextera Morgana posvojili su Harry Morgan (policajac koji živi i radi u Miamiju) i njegova žena Doris. Nakon što je otkrio da je upravo mladi Dexter odgovoran za smrt nekoliko domaćih životinja njihovih susjeda, Harry je rekao Dexteru da vjeruje da je "želja za ubijanjem" ušla duboko u njega i da će ta želja s vremenom sve više i više rasti. Kako bi ga spriječio da ne ubija nedužne ljude (i tako dobije smrtnu kaznu) Harry započne Dextera učiti svom "kodu". Po tom kodu, Dexterove žrtve moraju biti ubojice koji su nekoga umorili bez opravdanog razloga i kod kojih postoji opasnost da će takvo nešto ponoviti. Dexter se također mora uvjeriti da je njegova meta doista pravi krivac pa se zbog toga često upušta u detaljno istraživanje svakog pojedinca koji će mu postati žrtvom kako bi se uvjerio u njegovu krivnju. Ipak, najvažnija stavka koda je da Dexter nikad ne smije biti uhvaćen. Tijekom prvog dijela serije, kroz niz tzv. flashbackova vidimo Harryja, koji je umro nekoliko godina prije događaja iz prve sezone, kako uči Dextera lažnoj ljudskosti, skrivanju dokaza nakon ubojstva pa čak i kako onemogućiti buduću žrtvu kako bi je lakše pripremio za ubojstvo. 
Dexter je religiozno pratio "kod" kako bi zadovoljio svog "Mračnog suputnika" (ime koje je sam izmislio, a koje predstavlja sinonim njegove "želje za ubijanjem"). Kao i mnogi drugi serijski ubojice, Dexter također drži trofeje: prije nego što se riješi tijela svoje žrtve napravi joj mali rez na obrazu sa skalpelom i uzme uzorak krvi koji čuva u krvnom slajdu. Svoju kolekciju drži u posebnoj kutiji koju čuva unutar uređaja za klimu (a kasnije tijekom sezona i na drugim mjestima). 
U početku serije Dexter tvrdi da nema emocija i da mora raditi non-stop kako bi se drugima činio normalan i kako bi se što lakše uklopio u društvo. On je sposoban glumiti normalne emocije i održati svoj status besprijekornog prijatelja i susjeda. Također uspijeva održavati i nekoliko osobnih veza, pogotovo sa svojom polusestrom Debrom. Ona, naravno, ne zna ništa o Harryjevom kodu niti o Dexterovom tajnom životu, ali osjeća ljubomoru što je Harry uvijek više pažnje posvećivao upravo Dexteru, ali ne i njoj. Kao dio njegove glume normalnog života, Dexter u prvoj sezoni ima i djevojku Ritu, također traumatiziranu zbog godina zlostavljanja od strane njezinog bivšeg muža Paula Bennetta. Upravo zbog tih trauma, ona još ne može biti intimna s Dexterom što njemu savršeno odgovara, jer je njegovo mišljenje da bi zbog pretjerane intimnosti Rita mogla otkriti njegovu mračnu stranu. S druge strane, Dexter se odlično slaže i voli Ritino dvoje djece - Astor i Codyja. 

## Pregled serije
Serija se premijerno prikazivala u SAD-u od 1. listopada 2006. do 22. rujna 2013. na kanalu Showtime. U Hrvatskoj se premijerno prikazivala od 2. ožujka 2007. do 23. veljače 2014. na kanalima Fox Crime i Fox (današnjim kanalima Star Crime i Star Channel).
| Sezona | Sezona | Epizoda | Izvorno prikazivanje | Izvorno prikazivanje | Hrvatsko prikazivanje | Hrvatsko prikazivanje | Hrvatsko prikazivanje |
| Sezona | Sezona | Epizoda | Premijera            | Finae                | Premijera             | Finae                 | TV Mreža              |
| ------ | ------ | ------- | -------------------- | -------------------- | --------------------- | --------------------- | --------------------- |
|        | 1.     | 12      | 1. listopada 2006.   | 17. prosinca 2006.   | 2. ožujka 2007.       | 2007.                 | FOX Crime             |
|        | 2.     | 12      | 30. rujna 2007.      | 16. prosinca 2007.   | 2008. – 2009.         | 2008. – 2009.         | FOX Crime             |
|        | 3.     | 12      | 28. rujna 2008.      | 14. prosinca 2008.   | 2008. – 2009.         | 2008. – 2009.         | FOX Crime             |
|        | 4.     | 12      | 27. rujna 2009.      | 13. prosinca 2009.   | 1. prosinca 2009.     | 23. veljače 2010.     | FOX Crime             |
|        | 5.     | 12      | 26. rujna 2010.      | 12. prosinca 2010.   | 2. studenoga 2010.    | 25. siječnja 2011.    | FOX Crime             |
|        | 6.     | 12      | 2. listopada 2011.   | 18. prosinca 2011.   | 6. prosinca 2011.     | 6. veljače 2012.      | FOX Crime             |
|        | 7.     | 12      | 30. rujna 2012.      | 16. prosinca 2012.   | 10. prosinca 2012.    | 25. veljače 2013.     | FOX Crime             |
|        | 8.     | 12      | 30. lipnja 2013.     | 22. rujna 2013.      | 11. prosinca 2013.    | 23. veljače 2014.     | FOX                   |

## Glumci
Uz Michaela C. Halla, glavne uloge u seriji Dexter tumače Jennifer Carpenter kao Dexterova polusestra i detektiva Debra Morgan te James Remar kao Dexterov pokojni očuh Harry. Dexterovi kolege na poslu su narednica Maria LaGuerta (Lauren Velez) ujedno i nadređena osoba Debri i Dexteru, zatim detektiv Angel Juan Marcos Batista (David Zayas) te tehničar u laboratoriju Vince Masuka (C.S. Lee) koji je od početka druge sezone promoviran na špici među glavne likove. Julie Benz glumila je Dexterovu djevojku, a kasnije i ženu Ritu Morgan od prve do četvrte sezone. Njezinu djecu, Astor i Codyja glume Christina Robinson i Preston Bailey (koji je zamijenio Daniela Goldmana nakon prve sezone). Problematičnog narednika Jamesa Doakesa u prve dvije sezone serije glumio je izvrsni Erik King. Desmond Harrington pridružio se glumačkoj ekipi u trećoj sezoni kao detektiv Joey Quinn, a njegovo se ime od početka četvrte sezone nalazi na špici među glavnim glumcima. Keith Carradine kao specijalni agent FBI-a Frank Lundy i Jimmy Smits kao okružni tužitelj Miguel Prado pojavili su se u drugoj odnosno trećoj sezoni odigravši svoje likove kroz čitave sezone. Carradine se vratio u četvrtoj sezoni kako bi pokušao uhititi ubojicu kojeg je tijekom iste sezone glumio John Lithgow. 
Od ostalih glumaca i likova koji su bili značajni za pojedine sezone svakako treba izdvojiti Christiana Camarga kao glavnog ubojicu te Marka Pellegrina kao Ritinog problematičnog muža Paula u prvoj sezoni. Brad William Henke također je u prvoj sezoni imao važnu ulogu amputirane žrtve Tonyja Tuccija. Margo Martindale sporadično se pojavljuje kroz sezone kao Camilla koja je bila bliska s Dexterovim posvojiteljima. Jaime Murray je u drugoj sezoni glumila Lilu Tournay, prekrasnu, ali izopačenu britansku umjetnicu koja postane opsjednuta s Dexterom. Anne Ramsay glumila je odvjetnicu Ellen Wolf, snažnu neprijateljicu Miguela Prada, dok se u ulozi njegove žene Sylvije pojavljivala Valerie Cruz. David Ramsey se pojavljivao u trećoj i četvrtoj sezoni kao doušnik Anton Briggs koji je imao kratku romantičnu vezu s Debrom Morgan. Courtney Ford je glumila ambicioznu novinarsku koja je voljela miješati posao sa zadovoljstvom, spavavši tako s detektivom Joeyjem i pokušavši preko njega doći do vrijednih informacija za svoje članke. Julia Stiles pridružila se glumačkoj ekipi u ranom dijelu pete sezone kao Lumen Pierce, žena koja uđe u vrlo kompleksnu vezu s Dexterom nakon životne tragedije.

### Ekipa iza kamere
Glavne kreativne snage serije iza kamere bili su izvršni producenti Daniel Cerone, Clyde Phillips i Melissa Rosenberg; Cerone je otišao iz serije nakon što je završila druga sezona. Nakon postavljanja rekorda gledanosti u finalu četvrte sezone, izvršni producent Clyde Phillips napustio je seriju kako bi više vremena posvetio svojoj obitelji. Jedan od izvršnih producenata serije 24, Chip Johannessen preuzeo je njegovo mjesto. Glavna scenaristica Melissa Rosenberg također je otišla nakon što je četvrta sezona završila s emitiranjem.

## Uvodna špica
Uvodna špica serije Dexter prikazuje dugačku montažu u kojoj vidimo najnormalnije dnevne aktivnosti poput brijanja, oblačenja, pripremanja doručka (uz krvave naranče) i samog konzumiranja hrane od strane Dextera kojom se priziva njegova zlokobna priroda. Televizijski kritičar Jim Emerson izjavio je: "Kad prvi put pogledate špicu, ona Vam kaže sve što trebate znati o glavnom liku". 
Godine 2007., serija je osvojila prestižnu televizijsku nagradu Emmy u kategoriji "najbolje uvodne špice", dok je glazba bila nominirana za istu. Špicu i glazbu kreirao je studio Digital Kitchen, ista produkcijska kompanija koja je kreirala i uvodne špice serija Okus krvi, Reži me i Dva metra pod zemljom (u potonjoj također glumi Michael C. Hall). 
U izdanju TV Guidea iz 2010. godine, uvodna špica serije proglašena je sedmom najboljom uvodnom špicom od strane čitatelja. 

## Vanjske poveznice
- Službena stranica